# Astrobiology Field Laboratory

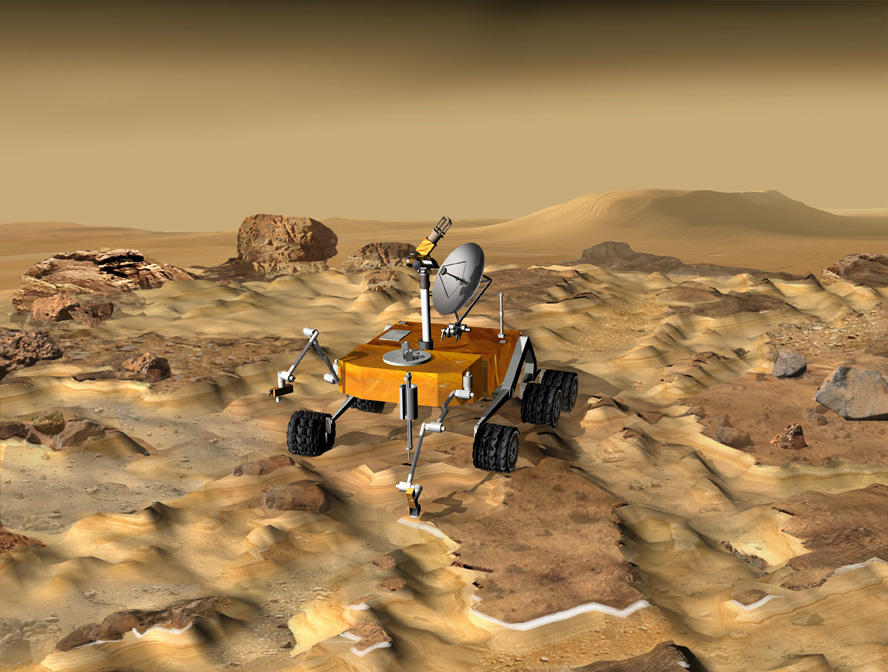
Astrobiology Field Laboratory

L'Astrobiology Field Laboratory è stata una missione proposta dalla NASA costituita da una sonda planetaria senza equipaggio per l'esplorazione del pianeta Marte. Il rover sarebbe stato costruito al Jet Propulsion Laboratory con lancio previsto per marzo 2016, probabilmente attraverso un vettore Delta IV.

## Missione
L'obiettivo consisteva nello studio della superficie e della struttura del pianeta, alla ricerca di segni di vita. Sarebbe stata la prima missione dopo i lander Viking dedicata alla ricerca di sostanze chimiche associate alla vita (biofirme), come i composti a base di carbonio associati a molecole contenenti zolfo e azoto. Gli ambienti di ricerca sarebbero stati quelli identificati dal Mars Science Laboratory.
La missione primaria sarebbe durata un anno marziano, equivalente a circa due anni terrestri, con la possibilità di estenderla per un altro anno marziano.